# Missão das Nações Unidas para a estabilização no Haiti

Mapa exibe a situação atual em novembro de 2018 das tropas da ONU no Haiti

A Missão das Nações Unidas para a Estabilização no Haiti ou MINUSTAH (sigla derivada do francês: Mission des Nations Unies pour la Stabilisation en Haïti), foi uma missão de paz criada pelo Conselho de Segurança das Nações Unidas (CSNU) em 10 de setembro de 2004, por meio da resolução 1542, para restaurar a ordem no Haiti, após um período de insurgência e a deposição do presidente Jean-Bertrand Aristide. O CSNU decidiu pelo término da missão em 13 de abril de 2017, num processo gradual de remoção até o esvaziamento do contingente militar encerrado em 15 de outubro do mesmo ano. Ao mesmo tempo, uma nova missão foi estabelecida: a Missão das Nações Unidas para o Apoio à Justiça no Haiti (MINUJUSTH). Ao contrário da MINUSTAH, a MINUJUSTH deve focar no treinamento de policiais e fortalecimento das instituições estatais, motivo pelo qual é composta majoritariamente por juízes, diplomatas e policiais.

## Objetivos
1. Estabilizar o país;
2. Pacificar e desarmar grupos guerrilheiros e rebeldes;
3. Promover eleições livres e informadas;
4. Fornecer alimentos para os haitianos;
5. Formar o desenvolvimento institucional e econômico do Haiti.[4]

A missão está no país desde outubro de 2004 e era chefiada pelo diplomata tunisiano Hédi Annabi, que faleceu em 12 de janeiro, durante o terremoto de 2010. A sua morte foi confirmada no dia seguinte pelo presidente René Préval.
Em outubro de 2010, o Conselho de Segurança da ONU decidiu ampliar o mandato da MINUSTAH até 15 de outubro de 2011 e reafirmou seu compromisso de ajudar na reconstrução do país, após o terremoto de janeiro de 2010.

## Histórico
Outras missões da ONU no Haiti foram:
- UNMIH (1993 a 1996)
- UNSMIH (1996 a 1997)
- UNTMIH (1997)
- MIPONUH (1997-2000)

### Antecedentes

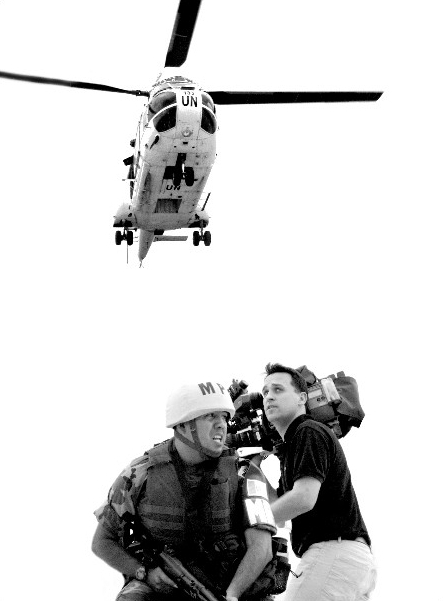
Helicóptero Chileno para as eleições de 2006.

No ano de 2001, Jean-Bertrand Aristide venceu as eleições presidenciais, sendo que menos de 10% da população votou. A oposição negava-se a aceitar o resultado, criando um impasse. No ano de 2004, por meio de negociações mediadas pela comunidade internacional, em especial a OEA e o CARICOM, Aristide aceitou dissolver seu gabinete ministerial. No entanto, a oposição continuou insatisfeita, e a violência que surgiu no início do mês de fevereiro na cidade de Gonaïves se espalhou pelo país.

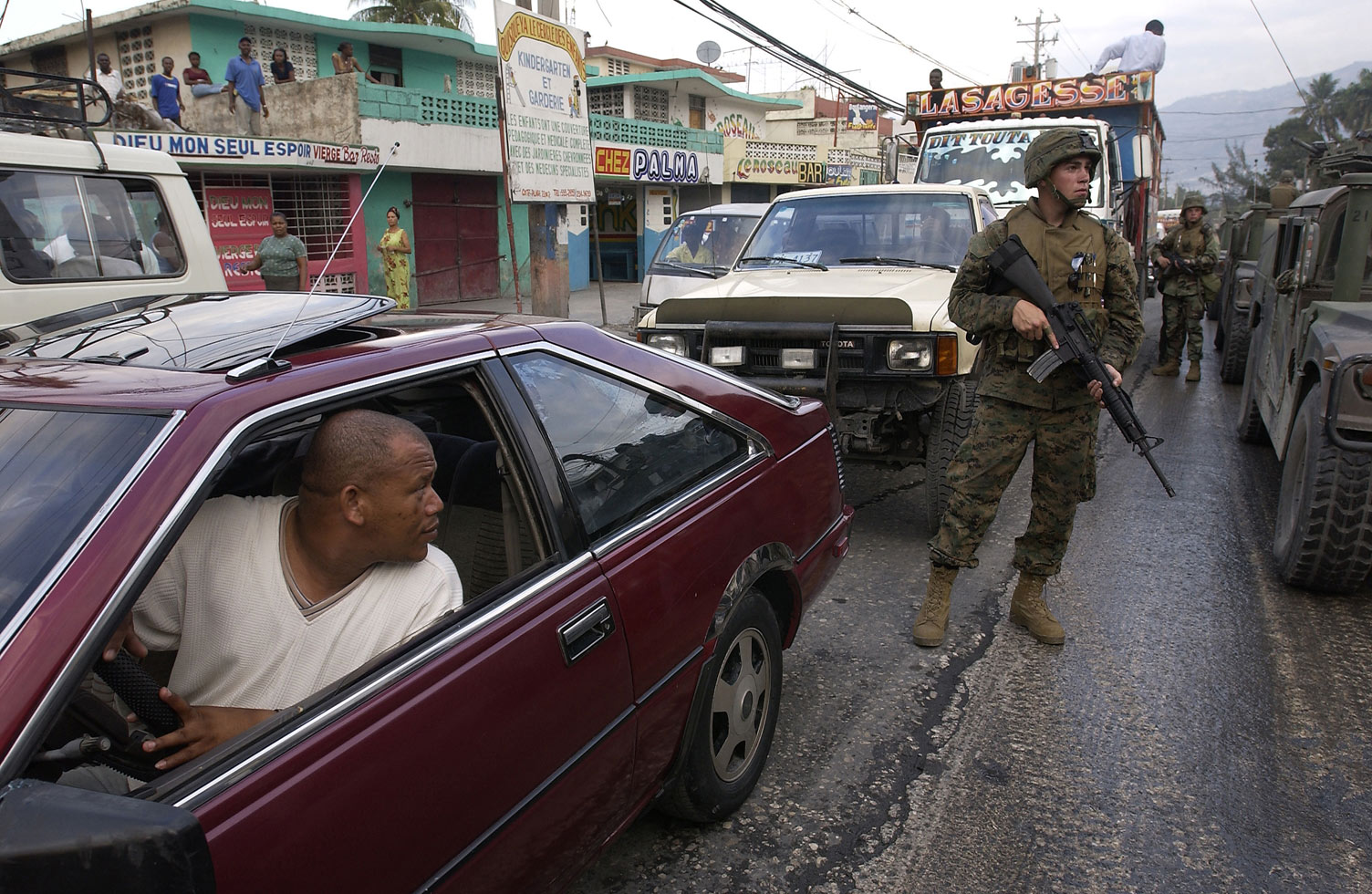
Fuzileiros dos Estados Unidos na capital Port-au-Prince, em 2004.

As forças rebeldes começaram a ocupar todas as cidades importantes do país, quase sem nenhuma resistência. França e Estados Unidos culpavam Aristide pela onda de violência, enquanto os países do CARICOM pediam pela manutenção da democracia no país.
Com a renúncia de Aristide e seu quase imediato exílio na República Centro-Africana, o Conselho de Segurança das Nações Unidas cria a resolução 1542 de 2004, que solicita a criação de uma força internacional para assegurar a ordem e a paz no Haiti. No entanto, Aristide denuncia que fora sequestrado por fuzileiros norte-americanos, sendo então forçado a renunciar por um grupo de haitianos e civis norte-americanos com a anuência do governo brasileiro, informação negada pelos Estados Unidos. Esta ação também teria tido o apoio do governo francês.
Após negociações, e por ter o maior contingente, o Brasil assumiu o cargo de coordenação da recém-formada Missão das Nações Unidas para a estabilização do Haiti.
Na época, era estimado que 25 mil pessoas estavam envolvidas com as gangues que controlavam grandes territórios nas maiores cidades do país, enquanto a Polícia Nacional do Haiti (PNH) contava com apenas 3.500 membros.

### Início das atividades

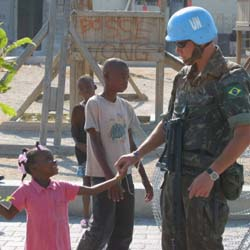
Soldado brasileiro com uma menina haitiana.

As forças de paz foram comandadas pelo General de Divisão brasileiro Augusto Heleno Ribeiro Pereira.
Em um gesto de demonstração de boa-vontade das tropas brasileiras com o povo haitiano, o presidente Luiz Inácio Lula da Silva convidou a Seleção Brasileira de Futebol a participar de uma partida com a Seleção Haitiana de Futebol. Com o apoio da FIFA, o chamado Jogo da Paz foi realizado em 19 de agosto de 2004 na capital haitiana, Port-au-Prince. O time brasileiro ganhou de 6 a 0.
O General Heleno Ribeiro foi substituído em 1º de setembro de 2005 pelo general Urano Teixeira da Matta Bacellar. Em de 7 de janeiro de 2006, o General Bacellar foi encontrado morto em seu quarto de hotel. Suspeita-se que tenha cometido suicídio. Com isto, o Exército Brasileiro enviou uma delegação para investigar a causa da morte. Assume como comandante interino das forças de paz o general chileno Eduardo Aldunate Herman.
No dia 9 de janeiro, os empresários e comerciantes de Port-au-Prince realizam uma greve-geral de um dia como protesto à violência no país, principalmente pela escalada de sequestros no mês de janeiro de 2006.
Em 11 de janeiro de 2006, o Instituto Médico Legal (IML) de Brasília divulga laudo do qual o general Bacellar cometera suicídio Em 12 de janeiro, as Nações Unidas declaram o mesmo, corroborando a afirmação feita pelas autoridades brasileiras.

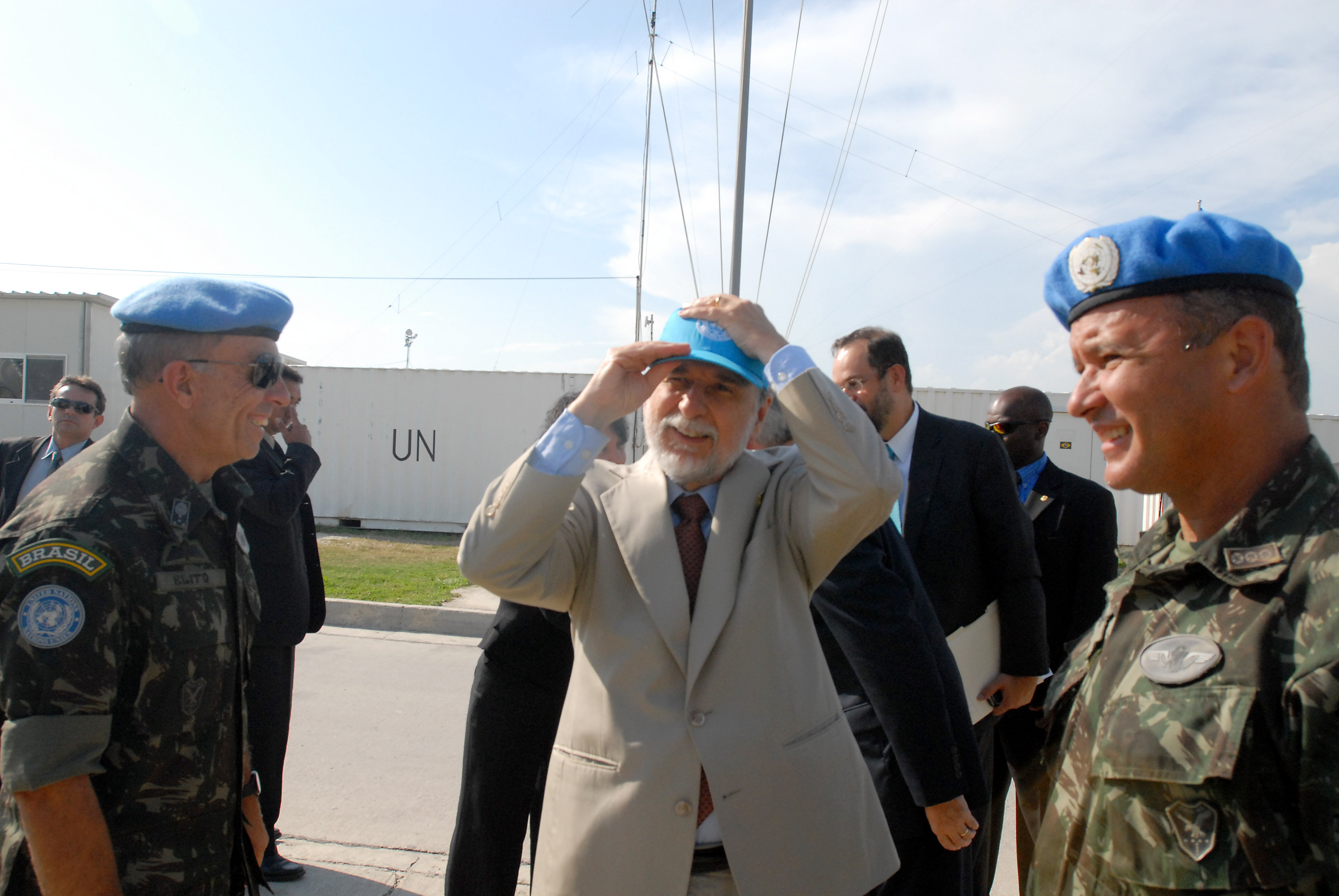
Porto Príncipe (Haiti) - O ministro das Relações Exteriores, Celso Amorim, durante visita às tropas brasileiras que participam da missão de paz da ONU para a Estabilização no Haiti (MINUSTAH). Foto: Marcello Casal Jr./ABr.

Em 18 de janeiro, o general brasileiro José Elito Carvalho Siqueira, foi escolhido como substituto do general Bacellar pelo secretário-geral das Nações Unidas, Kofi Annan.
No dia 11 de janeiro de 2007 o então general-de-brigada Carlos Alberto dos Santos Cruz assumiu o comando da MINUSTAH, permanecendo até abril de 2009, quando foi substituído pelo General Floriano Peixoto Vieira Neto.

### Críticas e controvérsias
Dez anos depois do início da Missão, os haitianos mostravam clara insatisfação diante da longa permanência de tropas da ONU no seu país. Em maio de 2013 - o senado haitiano aprovou, por unanimidade, resoluções exigindo o fim da Minustah. Entretanto, o Conselho de Segurança da ONU decidiu manter as tropas no Haiti até 2016. "Quando um país mantém tropas em outro, sem que este o queira, estamos diante de uma ocupação. Não existe outra maneira de se chamar isso", declarou o senador haitiano Jean Charles Moise, durante visita ao Brasil, em maio de 2014. Na ocasião, Moise, que opositor do governo de Michel Martelly, fez um pedido: "O que posso dizer aos brasileiros é que suas tropas não podem nos ajudar lá. Queremos a ajuda dos brasileiros, por isso pedimos que o Brasil substitua seus tanques de guerra por tratores agrícolas".
A Missão foi acusada de agir com violência desproporcional e cometer sérios abusos contra a população civil, destacando-se a invasão de Cité Soleil em 2005, quando cerca de 60 pessoas foram mortas por integrantes da MINUSTAH. Foi também acusada de colaborar com a repressão política  e de causar a epidemia de cólera de 2010, quando as águas do rio Artibonite foram contaminadas por esgotos provenientes de uma base nepalesa da MINUSTAH - cujos soldados seriam portadores de cólera. A doença havia sido erradicada do Haiti desde o século XIX. A ONU afirmou que não indenizaria as vítimas.
Em 22 de dezembro, começaram as primeiras manifestações populares exigindo a apuração de denúncias de compra de votos na eleições haitianas de 2010. Os protestos foram reprimidos pela Minustah. Em 27 de dezembro de 2010, o representante da OEA no Haiti, Ricardo Seitenfus, foi demitido por fazer críticas públicas à ocupação.
Os soldados nepaleses também cometeram crimes quando começaram a usar serviços de bordéis haitianos. Em 2012 se realizou um estudo feito pela Universidade de Colúmbia em que 65% dos haitianos se manifestaram contra a ocupação.
A ocupação tem sido acusada de colaborar com a repressão e a corrupção e a epidemia de cólera de 2010. Em 22 de dezembro, começou as primeiras manifestações populares exigindo a apuração de denúncias de compra de votos na eleições haitianas de 2010 reprimidas pela Minustah.

## Comandantes militares
- Augusto Heleno Ribeiro Pereira, Brasil: de setembro de 2004 até agosto de 2005.
- Urano Teixeira da Matta Bacellar, Brasil: de setembro de 2005 até janeiro de 2006.
- Eduardo Aldunate Herman, Chile: janeiro de 2006 (Pro tempore).
- José Elito Carvalho Siqueira, Brasil: de janeiro de 2006 até janeiro de 2007.
- Carlos Alberto dos Santos Cruz, Brasil: de janeiro de 2007 até abril de 2009.
- Floriano Peixoto Vieira Neto, Brasil: de abril de 2009 até abril de 2010.
- Luiz Guilherme Paul Cruz, Brasil: de abril de 2010 até março de 2011.
- Luiz Eduardo Ramos Baptista Pereira, Brasil: de março de 2011 até março de 2012.
- Fernando Rodrigues Goulart, Brasil: de março de 2012 até março de 2013.
- Edson Leal Pujol, Brasil: de março de 2013 a março de 2014.
- José Luiz Jaborandy Junior, Brasil: de março de 2014 a agosto de 2015.
- Jorge Peña Leiva, Chile: de setembro a outubro de 2015 (Pro tempore).
- Ajax Porto Pinheiro, Brasil: de outubro de 2015 até outubro de 2017.

## Países contribuintes
Abaixo uma lista com os países que contribuem para a formação da força multinacional das Nações Unidas para a estabilização no Haiti.

### Efetivos militares
Argentina, Benim, Bolívia, Brasil, Canadá, Chile, Croácia, República Dominicana, Equador, Espanha, França, Guatemala, Indonesia, Jordânia, Mexico, Nepal, Paraguai, Peru, Filipinas, Sri Lanka, Estados Unidos e Uruguai.

#### Participação de militares femininas
Esta missão caracterizou-se por incorporar as primeiras mulheres brasileiras militares em uma Missão de Paz da ONU.
Com a chegada do 6º Contingente Brasileiro, Força Jauru, no final de 2006, a presença feminina se fez presente em território haitiano, com as seguintes oficiais (três médicas e uma dentista):
- Capitão-tenente (MD) Stella Beatriz Kruger - Marinha do Brasil
- Primeiro-tenente (MD) Ana Beatriz - Exército Brasileiro
- Primeiro-tenente (MD) Silvana - Exército Brasileiro
- Primeiro-tenente (CD) Michelle - Exército Brasileiro

### Força policial e civis
Argélia, Benim, Brasil, Burkina Faso, Camarões, Canadá, Chade, Chile, China, Colômbia, Egito, El Salvador, França, Granada, Guiné, Jordânia, Madagascar, Mali, Maurícia, Nepal, Níger, Nigéria, Omã, Paquistão, Filipinas, Portugal, Romênia, Federação Russa, Ruanda, Senegal, Serra Leoa, África do Sul, Espanha, Togo, Turquia, Estados Unidos, Uruguai, e Iêmen.
Em 2016 o Brasil conta com policiais militares dos Estados do Paraná, Rio de Janeiro e Rio Grande do Sul:
- 01 policial militar da PMPR;
- 02 policial militar da PMERJ;
- 01 policial militar da Brigada Militar do Rio Grande do Sul.

### Baixas
Desde que a missão de paz começou, em junho de 2004, 38 integrantes morreram. O incidente mais recente ocorreu em 12 de janeiro de 2010, por ocasião do grande terremoto que abalou o país, quando morreram 18 militares do Exército Brasileiro, um policial militar e um civil, também integrante da MINUSTAH, o brasileiro Luís Carlos da Costa, que ocupava o cargo de vice-presidente especial do secretário-geral da ONU.
Militares
- Brasil: 24

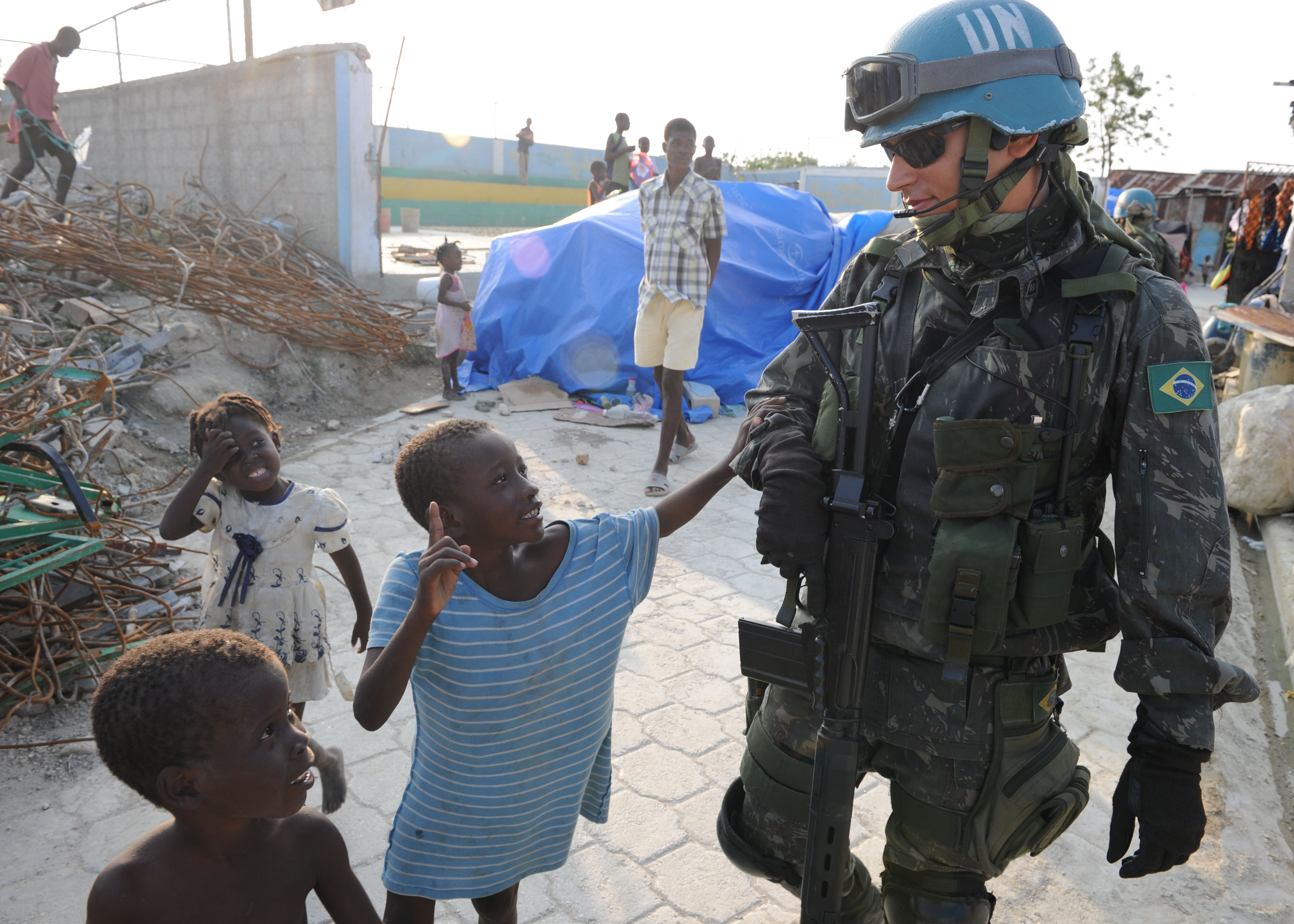
Um soldado brasileiro na Cité Soleil, Porto Príncipe, 2010.

Além dos 18 militares falecidos em consequência do terremoto de 2010, também morreram durante a missão:
1. General Jaborandy, por infarto durante viagem ao Brasil;[47]
2. General Bacellar, por suicídio;
3. Cabo da Marinha do Brasil que não fazia parte do contingente da força de paz. Estava no navio brasileiro que levava mantimentos, equipamentos militares e soldados para o país caribenho. Morreu quando praticava exercícios físicos a bordo.
4. No dia 2 de agosto de 2007, por volta das 19:45 (hora local - Haiti), no Ponto Forte Dourados, bairro de Boston - Porto Príncipe, o soldado Rodrigo da Rocha Klein, de 21 anos, natural de São Luiz Gonzaga (Rio Grande do Sul), originário do 4º Regimento de Cavalaria Blindado, onde servia desde 2004, sofreu um acidente no momento que se deslocava na laje do ponto forte. Tropeçou em um fio de alta tensão da rede pública e recebeu uma descarga elétrica, vindo a falecer no local.
5. Tenente Coronel Gero Adriano Saldanha dos Santos, vítima de explosão de uma mina terrestre;
6. No dia 1º de maio de 2008, faleceu o 3º Sgt FN Carlos Freires Barbosa, 36 anos, vítima de aneurisma cerebral.[48]

- Jordânia: 6
- Nepal: 2
- Filipinas: 2
- Sri Lanka: 2
- Uruguai: 1

Policiais civis
- Canadá: 1

Empregados civis locais
- Total: 1